# Vally Heyerdahl
Vally Heyerdahl (Vang, 12 januari 1859 – Oslo, 27 januari 1920) was een Noors pianiste en componiste.
Valentine Marie Heyerdahl groeide op in het gezin van Harald Heyerdahl en Anne Marie Lithander. Ze kreeg pianolessen van Erika Nissen en begon rondom 1886 al met lesgeven. Ze had een matige gezondheid en werd minstens tweemaal opgenomen in een sanatorium. Ze bleef ongehuwd.
Werken:
- 1898: Das Grab, lied (Warmuth Musikforlag, plate 2292)[2]
- 1898: Herre tag i din sterke haand, een lied voor zangstem met orgel, uitgevoerd op 10 maart 1912 ter inwijding van een nieuw kerkorgel in de Mo kirke (Warmuth Musikforlag, plate 2293)
- Der staar en sorg, lied op tekst van Vilhelm Krag (1913, Norsk Musikforlag)
- Eg var so full av Gleda op tekst van M. Saar

- Virtual International Authority File: 202149294514080522982